# 梅花黨
梅花黨，是中华人民共和国民间在文化大革命期间传言的一个中国国民党特务机构。

## 經過
有关“梅花党”的故事曾经广为流传，还被写进了手抄本小说《一只绣花鞋》中，但从来没有任何证据能证明这一组织的存在，故此所謂梅花黨問題多半純屬捏造之政治謠言:24。
「文化大革命」時，有人對已死去之郭德潔也不肯輕易放過，並藉以攻擊誣衊中國共產黨中央領導人:23。當時在王府井大街上出現一張大字報，說「郭德潔是美國特務組織梅花黨的負責人」，負有美国中央情报局之特殊使命來中國做特務工作，說該組織用梅花型胸針作標誌聯絡:23。江青等人利用梅花党传言，把李宗仁夫人郭德洁與當時被誣陷成「美國中央情報局長期潛伏的高級戰略特務」刘少奇夫人王光美聯繫:23。謠言借造反小報像雪片飛遍全國:23-24。

## 现代
2009年8月13日，韓聯社報導，韓國警察廳國際犯罪搜查隊破获一个以“中國國民黨 ”秘密組織—— “梅花党”的财产处理为幌子的诈骗集团。该集团宣称他们计划委托专业处理机关，将梅花党管理的欧元及美元债券兑换成现金；该集团也宣称梅花党在中国内地藏匿了黄金等宝物。韓國警察廳國際犯罪搜查隊並指稱2007年8月，該集團憑著上述說詞，向3位韓國籍受害者詐騙17億韓元，据警方调查；犯罪嫌疑人出示的债券、视频及地图等，都是在中国伪造的冒牌货。他们供认称伪造的债券等都是在中国购买的，用双面复写纸等裹住后，逃避海关检查，成功地带进了国内。中國國民黨表示對此案毫無所悉，相信韓國警方會妥善處理。

## 資料來源
1. 1 2 3 4 5  宋堃. . 全國政協文史資料委員會  (编). . 北京: 中國文史出版社. 2000年2月. ISBN 7-5034-1065-5.
2. ↑  張翠蘭; 黃敬平. . 臺灣蘋果日報. 2009-08-14  [2014-09-03]. （原始内容存档于2014-09-03） （中文（臺灣））.
3. ↑  姜遠珍. . 新唐人電視轉載中央社報導. 2009-08-13  [2014-09-03]. （原始内容存档于2015-06-28） （中文（臺灣））.
4. ↑  . 韓聯社. 2009-08-13  [2014-09-03]. （原始内容存档于2016-03-04） （中文（简体））.

- 林焱，〈“梅花党”的传说及其流毒〉 （页面存档备份，存于），《南方周末》，1999年6月11日
- 张宝瑞，〈《梅花档案》、《一只绣花鞋》是如何诞生的？〉 （页面存档备份，存于），《中华读书报》，2004年11月3日